# Georges de Wilde
Georges Frédéric de Wilde (* 25. November 1900 in Paris; † 6. Februar 1996 ebenda) war ein französischer Eisschnellläufer und Eishockeyspieler.
De Wilde spielte als Eishockeyspieler von 1922 bis 1928 für den Club des Sports d’Hiver de Paris und in der Saison 1931/32 für Stade Français. Als Eisschnellläufer wurde er in den Jahren 1923 und 1924 jeweils Fünfter bei den französischen Meisterschaft im Mehrkampf. Bei den Olympischen Winterspielen 1924 in Chamonix lief er auf den 21. Platz über 500 m, auf den 19. Rang über 5000 m und auf den 18. Platz über 1500 m.

## Persönliche Bestleistungen
| Disziplin | Zeit        | Datum           | Ort      |
| --------- | ----------- | --------------- | -------- |
| 500 m     | 54,8 s      | 25. Januar 1924 | Chamonix |
| 1500 m    | 2:55,0 min  | 25. Januar 1924 | Chamonix |
| 5000 m    | 10:21,6 min |                 |          |
| 10000 m   | 22:07,2 min | 14. Januar 1924 | Chamonix |